# عشق روی مغز
«عشق روی مغز» (به انگلیسی: Love on the brain) تک‌آهنگی از هنرمند اهل باربادوس ریحانا است که در ۲۷ سپتامبر ۲۰۱۶ منتشر شد. این تک‌آهنگ در آلبوم ضد (آلبوم) قرار داشت.